# كايرون (شركة)
كايرون (بالإنجليزية: Cheiron) (المعروفة سابقًا باسم PICO International Petroleum ومن ثم باسم PICO Cheiron Group) هي شركة مستقلة تعمل في مجال استكشاف وإنتاج النفط والغاز في عدة دول حول العالم منها مصر والمكسيك ورومانيا. كذلك هي جزء من مجموعة شركات Pico التي تعمل في مجموعة متنوعة من المجالات بما في ذلك الزراعة والأغذية الاستهلاكية والطاقة والعقارات.

## مناطق الامتياز

### مصر
| منطقة الإمتياز                                                            | الشركة القائمة بالعمليات                           | الشركة الموقعة للإتفاقية | التشريعات المنظمة       | التشريعات المنظمة | ملاحظات                   |
| منطقة الإمتياز                                                            | الشركة القائمة بالعمليات                           | الشركة الموقعة للإتفاقية | القانون                 | التعديلات أو القوانين التي حلت محله                                                                                           | ملاحظات                   |
| ------------------------------------------------------------------------- | -------------------------------------------------- | --- | ----------------------- | --- | ------------------------- |
| غرب البرلس البحرية بالبحر المتوسط                                         | بترو ويب «غرب البرلس للبترول» تديرها شركة أمابيتكو | كايرون إيجيبت دلتا ليمتيد | قانون رقم 166 لسنة 2005 | قانون رقم 11 لسنة 2023 | [ 5 ] [ 6 ]               |
| شمال البحرية بالصحراء الغربية (حقول أبرار وفردوس وجانا وروضة وسدرا وريان) | نوربيتكو «شمال البحرية للبترول»                    | جرايستون بتروليم إيجيبت ليمتد | قانون رقم 10 لسنة 1998  | | [ 8 ] [ 9 ] [ 10 ] [ 11 ] |
| شمال الزعفرانة بخليج السويس                                               | زافكو «الزعفرانة للبترول» تديرها شركة جمبيتكو      | - بيكو انترناشونال بتروليم سيرفيسيز بنما إس ايه ومن بعدها - بيكو زعفرانة بتروليم كومباني ليمتد ومن بعدها - كايرون زعفرانة بتروليم كومباني ليمتد | قانون رقم 25 لسنة 1989  | قانون رقم 168 لسنة 2018 |                           |
| شرق جمسة البحرية (قطاع رقم 29) بخليج السويس                               | جمبيتكو «جمسة للبترول»                             | - بيكو انترناشيونال بتروليم سرفيسيز بنما اس ايه ومن بعدها - بيكو جمسة بتروليم كومباني ليمتد                                                     | قانون رقم 44 لسنة 1984  | - قانون رقم 8 لسنة 1988 - قانون رقم 98 لسنة 2013                                                                              |                           |
| أمل البحرية بخليج السويس                                                  | أمابيتكو «أمل للبترول»                             | - بيكو أمل بتروليم كوربوريشن - جرايستون بتروليم إيجيبت ليمتد                                                                                    | قانون رقم 150 لسنة 1981 | - قانون رقم 153 لسنة 2005 - قانون رقم 95 لسنة 2013                                                                            |                           |
| جنوب رمضان البحرية بخليج السويس                                           | سروكو «جنوب رمضان للبترول» تديرها شركة بتروجلف     | - بيكو انترناشونال بتروليم سيرفيسيز بنما إس ايه - جرايستون بتروليم إيجيبت ليمتد                                                                 | قانون رقم 148 لسنة 1981 | قانون رقم 96 لسنة 2013 |                           |
| بدر الدين-٢، بدر الدين-١٧ بالصحراء الغربية                                | بابيتكو «بدر الدين للبترول»                        | كايرون إيجيبت دلتا ليمتد | قانون رقم 99 لسنة 1980  | - قانون رقم 16 لسنة 1984 - قانون رقم 13 لسنة 1988 - قانون رقم 10 لسنة 2001 - قانون رقم 68 لسنة 2006 - قانون رقم 171 لسنة 2019 | [ 35 ] [ 36 ]             |
| - جيسوم - غرب طويلة بخليج السويس                                          | بتروجلف مصر                                        | - بيكو إنترناشيونال بتروليم سرفيسيز بنما اس ايه ومن بعدها - بيكو جي أو إس للبترول المحدودة                                                      | قانون رقم 59 لسنة 1974  | - قانون رقم 152 لسنة 1981 - قانون رقم 93 لسنة 2007 - قانون رقم 103 لسنة 2013 - قانون رقم 180 لسنة 2023                        | بالإشتراك مع كوفبيك       |

## المديرين التنفيذيين
- عمرو دياب (2024 - حتى الآن) "العضو المنتدب".[44][45]
- ألان لين (2024 - حتى الآن).[46]
- ديفيد توماس (2017 - 2024).[47][48][49]
- إيان هويت (2016 - 2017).[47][50]